# آيت حسين (آيت عثمان آيت بوبكر)
آيت حسين هو دُوَّار يقع بجماعة آيت يدين، إقليم الخميسات، جهة الرباط سلا القنيطرة في المملكة المغربية. ينتمي الدوّار لمشيخة آيت عثمان آيت بوبكر التي تضم 6 دواوير. يقدر عدد سكانه بـ 1306 نسمة حسب الإحصاء الرسمي للسكان والسكنى لسنة 2004.

## وصلات خارجية
- البوابة الوطنية للجماعات الترابية
- المندوبية السامية للتخطيط